# La Surprise (film, 1994)
Pour les articles homonymes, voir La Surprise.
Pour plus de détails, voir Fiche technique et Distribution.
La Surprise (Milk Money) est un film américain réalisé par Richard Benjamin, sorti en 1994.

## Synopsis
Frank, Kevin et Brad, trois copains d'une douzaine d'années résidant en banlieue, rassemblent leurs économies et partent "à la ville", car ils rêvent de voir une femme nue et en recherchent une disposée à dévoiler ses charmes. Manquant de se faire dévaliser par un petit truand, ils sont secourus par 'V', une prostituée qui accepte de satisfaire leur désir. Mais ceci fait, ils ne peuvent retourner chez eux, s'étant fait voler leurs vélos. 'V' propose alors de les ramener en voiture. Celle-ci tombe en panne devant le domicile de Tom, le père de Frank, veuf qui tombe sous le charme de la jeune femme, ignorant son métier.

## Fiche technique
- Titre : La Surprise
- Titre original : Milk Money
- Réalisateur : Richard Benjamin
- Scénario : John Mattson
- Musique : Michael Convertino
- Directeur de la photographie : David Watkin
- Directeur artistique : Paul Sylbert
- Décors de plateau : Casey Hallenbeck
- Costumes : Theoni V. Aldredge
- Montage : Jacqueline Cambas
- Producteurs : Kathleen Kennedy et Frank Marshall, pour Kennedy-Marshall Films
- Distributeur : Paramount Pictures
- Genre : Comédie romantique
- Format : Couleur
- Durée : 110 minutes
- Dates de sorties : 
  - États-Unis : 31 août 1994
  - France : 11 janvier 1995

## Distribution
- Melanie Griffith (VF : Stéphanie Murat) : Eve dite « V »
- Ed Harris (VF : Georges Caudron) : Tom Wheeler
- Michael Patrick Carter (VF : Alexis Tomassian) : Frank Wheeler
- Malcolm McDowell (VF : Jean-Pierre Leroux) : Waltzer
- Anne Heche (VF : Odile Schmitt) : Betty
- Philip Bosco : Jerry « le pape »
- Casey Siemaszko (VF : Gérard Rinaldi) : « Cash »
- Brian Christopher (VF : Tony Marot) : Kevin Clean
- Adam LaVorgna : Brad
- Kevin Scannell (VF : Hervé Caradec) : M. Clean
- Jessica Wesson (en) (VF : Sarah Marot) : Stacey
- Amanda Sharkey (VF : Kelly Marot) : Holly
- Margaret Nagle (en) : Mme Fetch

 Source et légende : version française (VF) sur RS Doublage